# Lisa Zane
Lisa Zane (Chicago, 5 de abril de 1961) es una actriz y cantante estadounidense.

## Carrera
El primer papel cinematográfico de Zane fue en la película de 1989 Heart of Dixie. Protagonizó Gross Anatomy el mismo año. Otros de sus créditos en cine incluyen Bad Influence (1990), Freddy's Dead: The Final Nightmare (1991) y Cruel but Necessary (2005). Tuvo papeles regulares en series de televisión como L.A. Law desde 1992 hasta 1993, Profit, Roar y Law and Order en 2006.
Ha interpretado muchos papeles en el escenario, haciendo su debut en la adaptación de David Mamet de The Cherry Orchard en el Goodman Theatre, y actuó como Rita en Prelude to a Kiss de Craig Lucas y como Cleo en Robbers de Lyle Kessler. Zane es cantante, compositora y artista de grabación. En 2006, el Salón de la Fama de los Compositores la reconoció como una de sus nuevas compositoras del año.

## Filmografía

### Cine
| Año  | Título                                  | Rol                         | Notas |
| ---- | --------------------------------------- | --------------------------- | ----- |
| 1989 | Heart of Dixie                          | M.A.                        |       |
| 1989 | Gross Anatomy                           | Luann                       |       |
| 1989 | Pucker Up and Bark Like a Dog           | Taylor                      |       |
| 1990 | Bad Influence                           | Claire                      |       |
| 1990 | The Age of Insects                      | Sara                        |       |
| 1991 | Femme Fatale                            | Cynthia                     |       |
| 1991 | The Passion of Martin                   | Rebecca                     |       |
| 1991 | Freddy's Dead: The Final Nightmare      | Margaret 'Maggie' Burroughs |       |
| 1994 | Floundering                             | Jessica                     |       |
| 1994 | Unveiled                                | Stephanie Montgomery        |       |
| 1995 | Terrified                               | Pearl                       |       |
| 1996 | Baby Face Nelson                        | Helen Womack                |       |
| 1996 | The First Man                           |                             |       |
| 1996 | The Nervous Breakdown of Philip K. Dick | Tessa                       | Corto |
| 1997 | The Nurse                               | Laura Harriman              |       |
| 1999 | A Table for One                         | Ariana Harpwood             |       |
| 1999 | The Lovely Leave                        | The Wife                    | Corto |
| 2001 | Monkeybone                              | Medusa                      |       |
| 2001 | The Secret Pact                         | Denise Wokowski             |       |
| 2001 | The Kidnapping of Chris Burden          |                             |       |
| 2005 | Cruel but Necessary                     | Ginecóloga                  |       |
| 2013 | The Gun, the Cake and the Butterfly     | Cantante de ópera           |       |
| 2013 | The Girl from Nagasaki                  | Cantante de Jazz            |       |
| 2016 | Daisy                                   |                             | Corto |
| 2017 | Game Day                                | Madre de Ricki              |       |

### Televisión
| Año       | Título                          | Personaje           | Notas                                                |
| --------- | ------------------------------- | ------------------- | ---------------------------------------------------- |
| 1989      | Gideon Oliver                   |                     | "Tongs"                                              |
| 1991      | My Life and Times               | Lilly               | "Millennium"                                         |
| 1991      | Babe Ruth                       | Claire Hodgson Ruth | Película de televisión                               |
| 1992      | Human Target                    | Robin               | "Chances Are"                                        |
| 1992      | Middle Ages                     | Nora Conover        | "The Pig in the Python"                              |
| 1992–1993 | L.A. Law                        | Melina Paros        | Principal (T7)                                       |
| 1994      | Natural Selection               | Elizabeth Braden    | Película de televisión                               |
| 1994      | Diagnosis: Murder               | Meg Westlin         | "The Restless Remains"                               |
| 1994      | Lifestories: Families in Crisis | Lori                | "Confronting Brandon: The Intervention of an Addict" |
| 1994      | XXX's & OOO's                   | Louisia             | Película de televisión                               |
| 1995      | ER                              | Diane Leeds         | Supporting role (T1)                                 |
| 1995      | The Great Defender              | Rhoda               | "Naked Truth"                                        |
| 1995      | Her Deadly Rival                | Lynne               | Película de televisión                               |
| 1995      | Iron Man                        | Madame Masque       | Voz. "Beauty Knows No Pain"                          |
| 1996      | The Incredible Hulk             | She-Hulk            | Voz. "Doomed", "Fantastic Fortitude"                 |
| 1996–1997 | Profit                          | Joanne Meltzer      | Principal                                            |
| 1997      | Roar                            | Reina Diana         | Principal                                            |
| 1998      | The Outer Limits                | Natalie Grainger    | "Sarcophagus"                                        |
| 2000      | Stolen from the Heart           | Karen Ravetch       | Película de televisión                               |
| 2000      | Missing Pieces                  | Renata              | Película de televisión                               |
| 2002–2003 | Dinotopia                       | Le Sage             | Serie                                                |
| 2003      | Judging Amy                     | Sra. Novins         | "Ye Olde Freedom Inn"                                |
| 2003      | Dragnet                         | Deborah Larson      | "The Brass Ring"                                     |
| 2004      | The Division                    | Lisa                | "It's the Real Thing"                                |
| 2006      | Law & Order                     | Sophia Keener       | "Cost of Capital"                                    |
| 2006      | Murder in My House              | Roxanne             | Película de televisión                               |
| 2006      | Point Pleasant                  | Anne Gibson         | "Let the War Commence", "Mother's Day"               |
| 2006–2007 | Biker Mice from Mars            | Charley / Varios    | Voz. Recurrente (T1)                                 |
| 2009      | Southland                       | Lana Schmidt        | "Westside"                                           |
| 2017      | Chicago Justice                 | Jueza Fotis         | "Uncertainty Principle"                              |